# Prionosuchus
Prionosuchus war ein primitives Landwirbeltier aus der Gruppe der Temnospondylen. Stark fragmentierte fossile Überreste aus dem späten Perm wurden in der Pedra do Fogo Formation im nordöstlichen Brasilien gefunden. Es gibt nur eine gültige Art, Prionosuchus plummeri. Mit einer geschätzten Länge von neun Metern gehört Prionosuchus zu den größten frühen Landwirbeltieren (Tetrapoda) (vor der Evolution der rezenten Klassen).

## Merkmale

Größenvergleich mit einem Menschen

Prionosuchus wurde 1948 auf der Basis eines Schnauzenfragments, eines teilweise erhaltenen Unterkiefers und eines Oberschenkelknochens durch den brasilianischen Paläontologen Llewellyn Price beschrieben. Das Rostrum des Holotyps hat eine Länge von 34,5 cm und vor der Nahtstelle zwischen Zwischenkieferbein und Maxillare eine Höhe von 2,0 cm und eine Breite von 2,3 cm. Hinter dieser Nahtstelle wird das Rostrum immer breiter, bis zu 3,1 cm an seiner Basis bei einer Höhe von nur noch 1,7 cm. Price schätzte einen halben Meter als Länge des gesamten Schädels, der mit der langen schmalen Schnauze dem des rezenten Gangesgavials ähnelte. Die 35 mm breite Schnauzenspitze war mit großen, die übrige Schnauze mit mittelgroßen konischen Fangzähnen besetzt. Je ein Fangzahnpaar lag auf dem Gaumenbein vor den inneren Nasenöffnungen und dem Pflugscharbein hinter den inneren Nasenöffnungen.
Während einer Grabung im Jahr 1972 wurden Schädelfragmente, Wirbel, Rippen, Schulterblätter, Cleithrum, Schlüsselbein, Darmbein, Sitzbein und Oberschenkelknochen eines weitaus größeren Exemplars gefunden. Die Schnauzenspitze hat eine Breite von 10 cm, während die des Holotyps nur 3,5 cm breit ist. Somit wird die Schädellänge beim großen Exemplar auf 1,6 Meter geschätzt. Wie andere, besser bekannte Archegosauridae wie Archegosaurus und Platyoposaurus hatte Prionosuchus wahrscheinlich einen langgestreckten Körper und einen langen Schwanz aber kleine Gliedmaßen. Der unvollständig erhaltene Oberschenkelknochen kann nicht länger als 13 cm gewesen sein mit einem Durchmesser von maximal 1,5 cm. Verglichen mit einem fünf Meter langen Gavial, dessen Schädel eine Länge von 83 cm hat, könnte Prionosuchus eine Länge von etwa neun Meter erreicht haben und wurde damit bedeutend länger als Eogyrinus und Mastodonsaurus, die nächstgrößten Gattungen aus der Stammgruppe der Tetrapoden.
Prionosuchus schwamm wahrscheinlich nach Art der Krokodile durch undulierende Bewegungen von Rumpf und Schwanz und ernährte sich von wasserlebenden größeren Wirbeltieren. Wie beim Gavial verringerte die schmale Schnauze den Widerstand des Wassers beim Zuschnappen.

## Systematik
Prionosuchus gehört zur Gruppe der Archegosauridae und hat, wie die anderen Gattungen der Familie, einen langgestreckten, schmalen Schädel und aneinanderstoßende Tränen- und Stirnbeine, die durch den US-amerikanischen Paläontologen Alfred Romer genannten diagnostischen Merkmale der Archegosauridae.